# Чемпіонат світу з легкої атлетики в приміщенні 2025: стрибки у висоту (жінки)
Змагання зі стрибків у висоту серед жінок на чемпіонаті світу з легкої атлетики в приміщенні 2025 року відбулися 23 березня в Нанкінському юнацькому олімпійському спортивному парку (Нанкін, Китай). Медалі з цієї дисциплінина розігрувалися на всіх попередніх першостях. Спортсменки кваліфікувалися за місцем у Всесвітньому легкоатлетичному рейтингу або результатами з 1 вересня 2024 року до 9 березня 2025 року. (норматив — 1,97 м.). Золоту нагороду здобула австралійка Нікола Оліслагерс, «срібло» в її співвітчизниці Елеанор Паттерсон, а «бронза» — в українки Ярослави Магучіх.

## Рекорди
Рекорди перед стартом чемпіонату світу:
| Рекорди                               | Спортсменка              | Висота (м) | Місто                        | Дата                |
| ------------------------------------- | ------------------------ | ---------- | ---------------------------- | ------------------- |
| Світовий рекорд                       | Ярослава Магучіх (UKR)   | 2.10       | Париж, Франція               | 7 липня 2024        |
| Світовий рекорд у приміщенні          | Кайса Бергквіст (SWE)    | 2.08       | Арнштадт, Німеччина          | 4 лютого 2006       |
| Рекорд чемпіонатів світу в приміщенні | Стефка Костадинова (BUL) | 2.05       | Індіанаполіс, США            | 8 березня 1987      |
| Найкращий результат у сезоні          | Ярослава Магучіх (UKR)   | 2.01       | Банська Бистриця, Словаччина | 18 лютого 2025 року |

## Результати
| №  | Спортсменка       | Країна    | 1.85 | 1.89 | 1.92 | 1.95 | 1.97 | 1.99 | Результат | Примітки |
| -- | ----------------- | --------- | ---- | ---- | ---- | ---- | ---- | ---- | --------- | -------- |
| 1  | Нікола Оліслагерс | Австралія | –    | o    | o    | o    | o    | xxx  | 1.97      | SB       |
| 2  | Елеанор Паттерсон | Австралія | –    | o    | xo   | o    | o    | xxx  | 1.97      |          |
| 3  | Ярослава Магучіх  | Україна   | –    | o    | –    | o    | x–   | xx   | 1.95      |          |
| 4  | Ангеліна Топич    | Сербія    | o    | o    | o    | xo   | x–   | xx   | 1.95      |          |
| 5  | Чаріті Гуфнагель  | США       | o    | o    | o    | xxx  |      |      | 1.92      |          |
| 6  | Імке Оннен        | Німеччина | o    | xo   | o    | xxx  |      |      | 1.92      |          |
| 7  | Єлена Куліченко   | Кіпр      | o    | xxo  | xxo  | xxx  |      |      | 1.92      |          |
| 8  | Ідеа П'єроні      | Італія    | xo   | xo   | xxx  |      |      |      | 1.89      |          |
| 9  | Катерина Табашник | Україна   | xo   | xxo  | xxx  |      |      |      | 1.89      |          |
| 10 | Вашті Каннінгем   | США       | o    | xxx  |      |      |      |      | 1.85      |          |